# Wyspy CpG

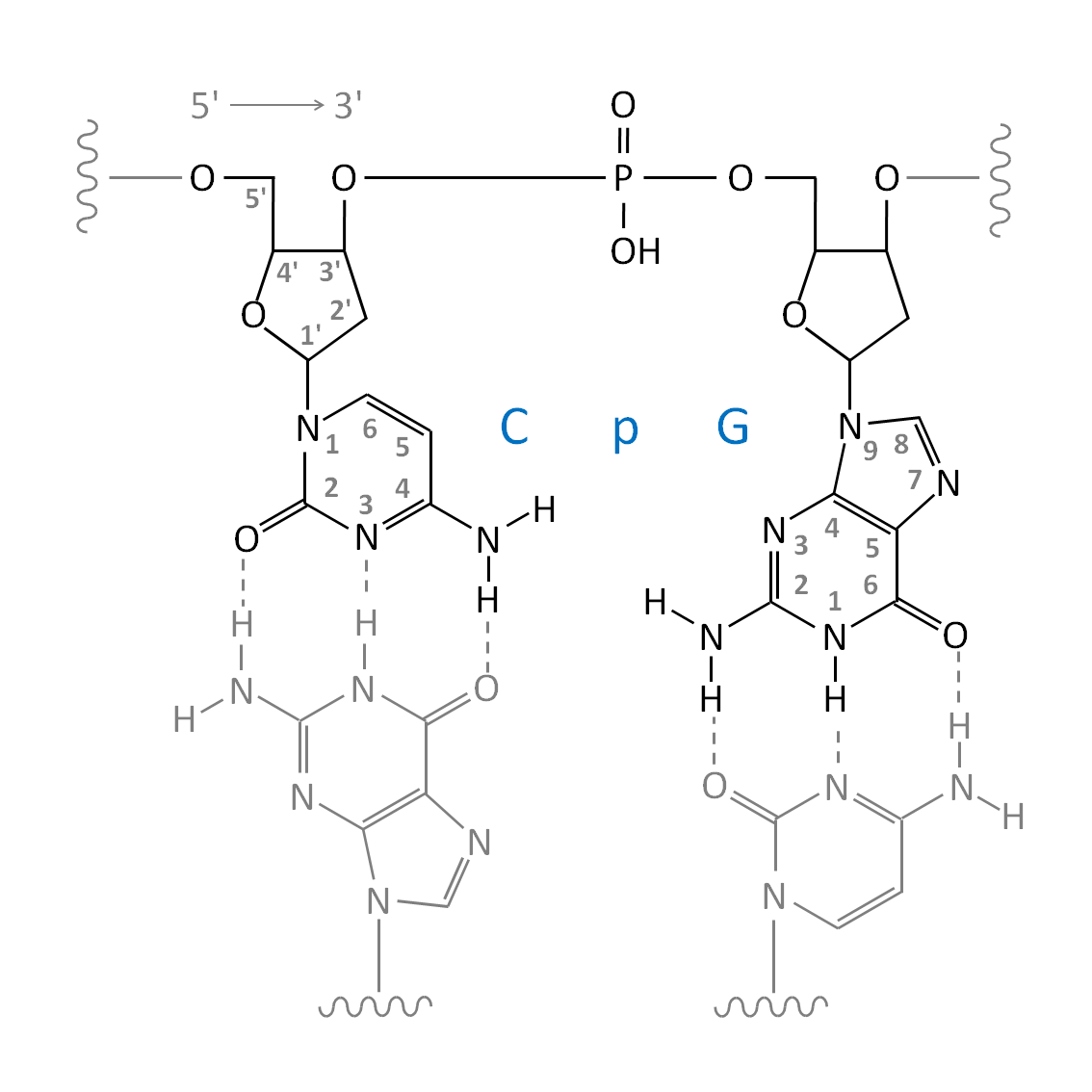
Schematyczne przedstawienie dinukleotydu CpG (zaznaczonego kolorem czarnym) na fragmencie nici DNA
C – cytozyna
p – reszta kwasu fosforowego
G – guanina

Dinukleotydy CG (zaznaczone na żółto) występują znacznie częściej w obrębie wysp CpG (sekwencja po lewej) w porównaniu do reszty genomu (sekwencja po prawej)

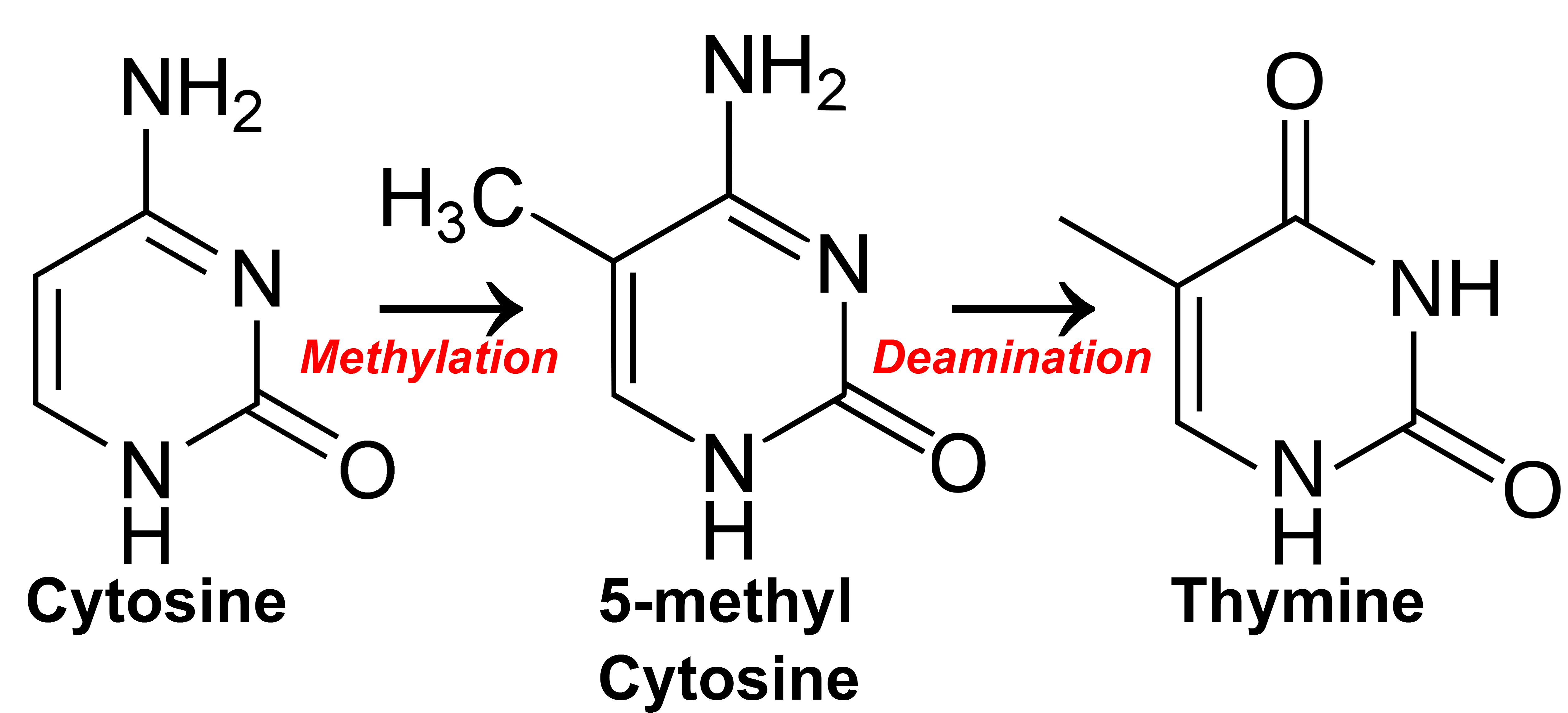
Schemat metylacji cytozyny i deaminacji powstałej 5-metylocytozyny

Wyspy CpG – regiony w genomie o podwyższonej zawartości dinukleotydów 5’–CpG–3’ w stosunku do przeciętnej dla całego genomu.
Regiony te mają rozmiar powyżej 200 pz (średnio 1000 pz) i zawartość GC powyżej 50%. W obrębie wysp CpG zawartość dinukleotydu CG wynosi około 60–70%; poza nimi dinukleotydy te w DNA ssaków występują rzadko, zajmują około 1% genomu.
Takie wyspy występują przed ok. 60–70% genów człowieka w regionach promotorowych. Zlokalizowanie takich sekwencji w DNA kręgowców pozwala założyć, że najprawdopodobniej tuż za nią zaczyna się gen.
Cytozyna w wyspach CpG może być metylowana. Reakcja ta jest katalizowana jest przez metylotransferazy DNA. Występuje ona przede wszystkim u kręgowców – u bezkręgowców jak muszka D. melanogaster, nicień C. elegans czy drożdże S. cereviceae metylacja DNA występuje rzadko lub wcale. W ich przypadku dinukleotydy CG zwykle występują w całym genomie ze standardową częstotliwością, w związku z czym nie można wyróżnić wysp CpG, choć ich genom również może posiadać metylowane domeny.
Metylowane cytozyny w genomach ssaków są podatne na deaminację i w konsekwencji przekształcenie w tyminę, co skutkuje mutacją. Jednak takie przekształcenia w obrębie wysp CpG są rzadsze w porównaniu z innymi regionami genomu.
Metylacja wysp CpG w regionach promotorowych na ogół jest związana z wyciszaniem ekspresji genu i należy do mechanizmów epigenetycznych. Praktycznie przy wszystkich genach metabolizmu podstawowego (ang. housekeeping genes) występują wyspy CpG. Geny te ulegają ekspresji we wszystkich komórkach i ich wyspy CpG nie są metylowane. Wyspy te są także niemetylowane przy specyficznych genach, w komórkach, dla których dana ekspresja jest cechą charakterystyczną. W innych typach komórek wyspy CpG przed takimi genami są metylowane, a przez to nie ulegają ekspresji. Wzór metylacji jest dziedziczony przez kolejne generacje komórek, co stanowi dla niej informację, które geny mają być transkrybowane i tłumaczone na białka, a które nie. Nukleotydy CG znajdujące się w genomie poza wyspami CpG są zazwyczaj metylowane.
Nadmierna metylacja wysp CpG jest jedną z najwcześniejszych somatycznych zmian obserwowanych podczas rozwoju nowotworu. Niektóre zmiany w metylacji w obrębie wysp CpG są związanie ze starzeniem.